# Emmanuelle Chriqui
Emmanuelle Chriqui, född 10 december 1975 i Montréal, Québec, Kanada, men uppvuxen i Toronto, är en kanadensisk skådespelerska. Hon är känd för roller i bland annat Entourage och Jiddra inte med Zohan. Hennes familj härstammar från Marocko. Chriqui talar såväl flytande engelska som franska.

## Filmografi
- The Adventures of Sinbad (1996), 1997 -  Serendib 1 avsnitt
- Alien Abduction: Incident in Lake County (1998) - Renee
- Detroit Rock City (1999) - Barbara
- Ricky 6 (2000) - Lee
- 100 Girls (2000) - Patty
- Snow Day (2000) - Claire Bonner
- On the Line (2001) - Abbey
- Wrong Turn (2003) - Carly
- In the Mix (2005)- Dolly Pacelli
- National Lampoon's Adam & Eve (2005) - Eve
- The Crow: Wicked Prayer (2005) - Lily Ignites The Dawn
- Waiting... (2005) - Tyla
- Waltzing Anna (2006) - Nurse Jill
- Deceit (2006) -- Emily
- After Sex (2007) - Jordy
- You Don't Mess with the Zohan (2008) - Dalia
- August (2008) - Morella
- Tortured (2008) - Becky
- Patriotville (2008) - Lucy
- Cadillac Records (2008) - Revetta Chess
- Entourage (2009) - Sloan
- Call of Duty: Black Ops (2010) - Röst i datorspel
- 5 Days of August (2011) - Tatia
- Tron: Uprising (2012) - Paige
- The Mentalist (2012) - Lorelei